# Caryanda yuanbaoshanensis
Caryanda yuanbaoshanensis är en insektsart som beskrevs av Li, T., W. Lu och Zhenghui Jiang 1995. Caryanda yuanbaoshanensis ingår i släktet Caryanda och familjen gräshoppor. Inga underarter finns listade i Catalogue of Life.